# Alice Acheson
Alice Stanley Acheson (12 de agosto de 1895 – 20 de janeiro de 1996) foi uma pintora e gravurista americana.

## Vida
Nascida em Charlevoix, Michigan, ela era filha da artista Jane C. Stanley e neta de John Mix Stanley; seu pai, Louis, era advogado ferroviário. Ela cresceu em Detroit. Ela se formou em artes no Wellesley College, onde entre seus colegas estava a irmã de Dean Acheson, que apresentou o casal; os dois se casaram em maio de 1917, mesmo mês em que ela se formou na faculdade. Ela continuou seus estudos artísticos antes e depois de se mudar para Washington, DC com o marido, tendo aulas na Escola do Museu de Belas Artes de Boston, na Escola de Arte Corcoran e na escola da Coleção Phillips. A partir de 1919, ela atuou como artista em Washington, eventualmente ingressando e exibindo na Society of Washington Artists, da qual recebeu uma menção honrosa em 1940; ela também foi membro ativo do Washington Water Color Club, do Artists Guild of Washington e da National Association of Women Artists. Durante a Segunda Guerra Mundial, ela abandonou a pintura para se dedicar à agricultura em apoio ao esforço de guerra, também ensinando pintura e desenho para soldados feridos no anexo Forest Glen do Walter Reed Army Medical Center. Ela o retomou quando seu marido foi nomeado Secretário de Estado dos Estados Unidos, mas se recusou a expor até que ele voltasse à vida privada, sentindo que usaria sua fama para promover sua própria carreira. Durante a guerra, ela trabalhou com o Woman's Land Army of America e foi a presidente de seu Comitê Consultivo para Mulheres.
Acheson era descrita como uma mulher elegante que, embora tivesse pouco interesse em assuntos externos, era devotada ao marido e o defendia de qualquer mal-estar. O casal tinha três filhos e todos sobreviveram a ela, assim como seis netos e seis bisnetos. Ela também era conhecida por sua paixão pelo Scrabble e por seu espírito independente, aos 85 anos reprimindo um assaltante adolescente que tentou roubá-la. Acheson morreu em sua casa em Washington, e foi enterrado no cemitério Oak Hill ao lado de seu marido.

## Trabalhos
Acheson trabalhou em tons pastéis, aquarela e óleos durante sua carreira, evoluindo de um estilo representacional para algo próximo à abstração. Quatro de suas obras estão na coleção do Museu e Jardim de Esculturas de Hirshhorn, parte do legado original de Joseph Hirshhorn; eles incluem uma natureza-morta em óleo, datada antes de 1956; uma paisagem sem data em óleo; uma vista em aquarela de 1975 de Phnom Penh; e uma colagem de 1970 intitulada The City. Duas aquarelas sem data são propriedade do Smithsonian American Art Museum. Outras peças são propriedade da Coleção Phillips, do Museu Nacional das Mulheres nas Artes, e da Biblioteca e Museu Presidencial Harry S. Truman. Seu trabalho fazia parte da coleção da Corcoran Gallery of Art e também pode ser encontrado na American University e na Barnett-Aden Collection. Várias de suas gravuras de linóleo foram usadas para ilustrar New Roads in Old Virginia por Agnes Rothberg em 1937. Um arquivo vertical relativo ao trabalho de Acheson está na biblioteca da Coleção Phillips; outros papéis podem ser encontrados com os documentos privados de seu marido na Biblioteca da Universidade de Yale. Ela também aparece em alguns materiais mantidos entre os documentos oficiais de seu marido na Biblioteca e Museu Presidencial Harry S. Truman. Pinturas e outros detalhes biográficos podem ser encontrados no site de Simonis & Buunk.